# ゲフレース
ゲフレース (ドイツ語: Gefrees, ドイツ語発音: [gəˈfreːs]) は、ドイツ連邦共和国バイエルン州オーバーフランケン行政管区のバイロイト郡に属する市。

## 地理

### 位置
ゲフレースはフィヒテル山地馬蹄の外側斜面、ヴァルトシュタイン山とオクゼンコプフ山の間に位置する。北側はMünchberger Gneisplatteにむかって開け、西側はフランケンの森の支脈が迫る。南は西側に向かってマイン川の渓谷が広がる。市域を貫いて、オエルシュニッツ川、リュプニッツ川、コルンバッハ川が流れる。コルンバッハ川は市内でリュプニッツ川に合流し、さらにベゼネック地区とエンテンミューレ地区の間でオエルシュニッツ川に注ぐ。合流した川は、バート・ベルネック市内で白マイン川に注ぎ、最終的には北海へと流れる。

### 近隣の町
ゲフレースは、郡庁所在地のバイロイトから約26km北のバイロイト郡北端に位置する。南は、ビショフスグリュンとバート・ベルネック・イム・フィヒテルゲビルゲ、西はマルクトショルガストでクルムバッハ郡に接し、北はホーフ郡のシュタムバッハとツェル、東はヴァイセンシュタットでヴンジーデル郡と境を接する。

### 市の構成
本市は、公式には44の地区 (Ort) からなる。このうち小集落や孤立農場などを除く集落を以下に列記する。
| - ベーゼネック - ファルス - ゲフレース - ゴットマンスベルク - グリュンシュタイン - コルンバッハ - リュプニッツ - リュッツェンロイト | - メッツェラースロイト - シャムレスベルク - シュタイン - シュトライタウ - ヴィッツレスホーフェン - ヴンデンバッハ - ツェットリッツ |

## 歴史
1336年にゲフレースは、ホーエンツォレルン家のニュルンベルク城伯、後のブランデンブルク＝バイロイト辺境伯の支配下に入った。1403年から1444年の史料でゲフレースを「シュタット（都市）」と呼んでいる。1792年に設けられたプロイセン王国バイロイト侯領のオーバーアムト（上級地方管理組織）は、1807年のティルジットの和約でフランスの管理下に置かれ、1810年にバイエルン王国領となった。ゲフレースは、元々都市権と都市政庁の所有権を有していた。バイエルン州の行政改革の時代、1818年の自治体令で、ベゼネック、クレミッツ、ゲフレース、グリュンヒューゲル、グリュンシュタイン、カステンミューレ、リュプニッツ、ノイエンロイト、オーバーノイエンロイト、ヴンデンバッハからゲフレース市が新たに設けられた。1970年代の市町村合併によりさらに、ファルス、コルンバッハ、リュッツェンロイト、メッツラースロイト、シュトライタウ、ヴィッツレスホーフェン、ツェトリッツが合併した。
1902年、ファルス – ゲフレース間のローカル鉄道が開業した。1936年9月27日にはアウトバーン ミュンヘン – ベルリン線のシュライツ – ベルネック間が開通した。その後、1973年には鉄道の旅客輸送が、1993年には貨物輸送も廃止され、ファルスへの路線は閉鎖され、やがて撤去された。とうとう2005年には乗換駅であったファルス駅も廃止された。

## 行政

### 市議会
ゲフレースの市議会は16議席からなる。

### 市長
- 1978年 - 2002年: ルドルフ・ルックデシェル (CSU)
- 2002年 - 2020年: ハーラルト・シュレーゲル (SPD)
- 2020年 - : オリヴァー・ディーテル (Wahlgemeinschaft Gefrees-Land)

### 紋章
ゲフレースの紋章は、大きく左右に2分割される。左側は、黒と銀色で市松模様に四分割、右側は金地に赤い胸壁の上で、赤い首輪をつけ、赤い舌で威嚇している大きなブラックハウンドを描く。

## 文化と見所

### 年中行事
毎年7月の第2日曜日の前の木曜日から次の月曜日まで、この地域にとどまらず広く知られる民俗・草原フェスティバルが開催され、この祭りのために友人や親類たちが集まる。

## 経済と社会資本

### 交通
連邦道路B2が町の真ん中を通っている。この道路はアウトバーンA9のインターチェンジ37 ゲフレースから、このアウトバーンと並行して走る重要な迂回路であり、いずれも町を南北に貫いている。
最寄り駅は、マルクトショルガスト、シュタムバッハ、ミュンヒベルクにある。これらはいずれもローカル線のSchiefe Ebene線上の駅である。遠距離鉄道の最寄り駅は、バイロイト、ホーフおよびマルクトレドヴィッツである。

### 地元企業
ゲフレースは、布の町である。最も重要な地元企業は、肩パッドや高機能織布あるいはフィルター用不織布を製造しているHELSA-Werkeである。ゲフレースには、この他に重工業企業がある。Herold & Co. GmbH は、かつてクレーンの製造でその名を広く知られていたが、現在の主力はポンプ製造、下水処理装置、砕石機製造である。Müller Stanz- u. Umformtexchnik GmbH & Co. KG は、世界的に知られるプレス機械のメーカーである。

### 公的機関
- 市立ホール（屋内プール、ボウリング場、射撃場、スポーツや集会に用いる多目的ホール、会議室およびレストラン）

## 引用
1. ↑  https://www.statistikdaten.bayern.de/genesis/online?operation=result&code=12411-003r&leerzeilen=false&language=de Genesis-Online-Datenbank des Bayerischen Landesamtes für Statistik Tabelle 12411-003r Fortschreibung des Bevölkerungsstandes: Gemeinden, Stichtag (Einwohnerzahlen auf Grundlage des Zensus 2011)
2. ↑  Max Mangold, ed (2005). Duden, Aussprachewörterbuch (6 ed.). Dudenverl. p. 354. ISBN 978-3-411-04066-7
3. ↑  Bayerische Landesbibliothek Online